# Veliki Vrtop
Veliki Vrtop (cyr. Велики Вртоп) – wieś w Serbii, w okręgu niszawskim, w gminie Gadžin Han. W 2011 roku liczyła 216 mieszkańców.